# Набережно-Лугова вулиця
На́бережно-Лугова́ ву́лиця — вулиця в Подільському районі міста Києва, місцевість Поділ (Плоське). Пролягає від Турівської вулиці і Набережно-Хрещатицької вулиці до Межигірської вулиці.
Прилучаються вулиці Почайнинська, Оболонська, Юрківська та Оленівська.
На деяких вуличних покажчиках вказано помилково українською — вулиця Набережно-Луговая.

## Історія
Вулиця відома з 1-ї половини XIX століття під сучасною ж назвою. Подвійна її назва походить від особливостей місцевості, де пролягає вулиця — набережною Дніпра та у бік оболонських луків.